# بناپارتیسم
بُناپارتیسمباوری برای حکومت‌داری است که منسوب به رژیم لویی بناپارت یا ناپلئون سوم است که در آن می‌کوشند از سیاست‌ها، اندیشه‌ها و باورهای ناپُلِئون بُناپارت نخستین امپراتور فرانسه الگو‌برداری کنند و آن‌ها را در شیوه حکمرانی خویش بکار بگیرند.

## واژه شناسی
این واژه از نام خانوادگی خاندان بُناپارت گرفته شده است و منسوب به ناپُلِئون بناپارت هست و اشاره به اندیشه ها،باورها، سیاست ها و اقدامات وی دارد.
برخی به جای بُناپارتیسم از ناپُلِئونیسم به معنای ناپُلِئون گرایی نیز یاد کرده اند، و هرکسی که پیرو این اندیشه باشد بُناپارتیست یا ناپُلِئونیست به معنی بناپارت‌گرا/ناپلئون گرا نامیده میشود.

## پیدایش
در سال ۱۸۵۱ میلادی، در جریان یک کودتای نظامی، نوعی رژیم سیاسی مدافع سرمایه‌داری با ویژگی‌های متفاوت از لیبرالیسم کلاسیک پدید آمد.
اصطلاح بناپارتیسم را اولین بار کارل مارکس در یکی از کتبش به کار برد.

## شاخصه‌ها
این نوع حکومت‌ها علی‌رغم آنکه مظهری از ارادهٔ کارخانه‌داران و سرمایه‌داران است، اما به لحاظ اجتماعی بر نیروی طبقاتی دهقانان و لمپن‌ها تکیه دارد.
متخصصان علوم سیاسی و تاریخ با توجه به وضعیت دولت فرانسه در زمان لوئی بناپارت به این گونه اداره دولت در اصطلاح دولت استثنائی بورژوایی نیز می‌گویند.
به این دلیل دولت بناپارتی را دولت استثنایی می‌نامند که در دفاع از منافع سرمایه‌داران حاکم، شیوه‌های معمول و رایج لیبرالیستی را به کار نمی‌گرفت. هر چند به عنوان دولتی مدرن، افق‌های سرمایه‌سالارانه را دنبال می‌کرد.
بناپارتیسم را می‌توان یکی از شاخص‌ترین نمونه‌های عصر لیبرال کلاسیک در قرن نوزدهم دانست.